# PSR J0108−1431
PSR J0108−1431 är en ensam stjärna belägen i den mellersta delen av stjärnbilden Valfisken. Den har en skenbar magnitud av ca 27,8 och kräver ett kraftfullt teleskop med kamera för att kunna observeras. Baserat på uppmätt parallax på ca 7,69 mas beräknas den befinna sig på ett avstånd av ca 424 ljusår (ca 130 parsec) från solen. Stjärnan upptäcktes 1994 under Parkes Southern Pulsar Survey.

## Egenskaper
PSR J0108−1431 är en solitär pulsar och anses vara en mycket gammal pulsar med en uppskattad ålder på 166 miljoner år och en rotationsperiod på 0,8 sekunder. Rotationsenergin som genereras av pulsarens avveckling är 5,8 × 1023 W och ytmagnetfältet är 2,5 × 107 T. År 2008 var det den näst svagaste kända pulsaren.
En röntgenstrålning med ett energiflöde på (9 ± 2) × 10 −18 W/m2 detekterades i 0,3–8-keV-bandet med hjälp av Chandra X-ray Observatory. Denna röntgenenergi genereras genom omvandlingen av 0,4 procent av pulsarens spin-down-effekt. Sedan 2009 är PSR J0108-1431 den minst kraftfulla av de vanliga pulsarerna som har upptäckts i röntgenområdet.
"Very Large Telescope" vid European Southern Observatory i norra Chile observerade en möjlig optisk motsvarighet till denna neutronstjärna. Objektet har en skenbar magnitud som är (X ≤ 27,8). Inga följeslagare har upptäckts i omloppsbana runt detta objekt.